# Дон-Педриту
Дон-Педриту (порт. Dom Pedrito) — муниципалитет в Бразилии, входит в штат Риу-Гранди-ду-Сул. Составная часть мезорегиона Юго-запад штата Риу-Гранди-ду-Сул. Входит в экономико-статистический микрорегион Кампанья-Меридиунал. Население составляет 42 151 человек на 2006 год. Занимает площадь 5 192,105 км². Плотность населения — 8,1 чел./км².

## История
Город основан 30 октября 1872 года.

## Статистика
- Валовой внутренний продукт на 2003 составляет 546.383.593,00 реалов (данные: Бразильский институт географии и статистики).
- Валовой внутренний продукт на душу населения на 2003 составляет 13.212,67 реалов (данные: Бразильский институт географии и статистики).
- Индекс развития человеческого потенциала на 2000 составляет 0,783 (данные: Программа развития ООН).

## География
Климат местности: субтропический.